# Regina José Galindo
Regina José Galindo (Ciutat de Guatemala, Guatemala, 1974) és una artista, performer i poeta guatemalenca especialitzada en bodi-art. El seu treball artístic es caracteritza pel contingut polític que rescata elements propis del seu context sud-americà, i de la seva condició de dona. Galindo va rebre el Lleó d'Or en la biennal de Venècia (2005) amb el seu vídeo "Himenoplàstia" en el qual l'artista és sotmesa a una intervenció il·legal de recostrucció de l'himen. En 2011 va guanyar un Premi Príncep Claus.

## Actuacions
Primer va realitzar dues presentacions a Guatemala el 1999,amb les que va guanyar fama internacional. Un dels seus actes més coneguts és " ¿Quién Puede Borrar las Huellas?" (traduït: "Qui pot esborrar les petjades"), fet en 2003, en el qual va sortir del Congrés de Guatemala per al Palau Nacional, submergint els seus peus descalços a intervals en una palangana blanca plena de sang humana com una protesta enèrgica contra la candidatura presidencial de l'ex dictador de Guatemala José Efraín Ríos Montt. Un altre dels seus treballs notables va ser titulat "Perra" (2005), en el qual va tallar amb un ganivet la paraula "perra" en les seues cames, en senyal de protesta contra la violència cap a les dones a Guatemala. Amb freqüència col·labora amb altres artistes, entre ells el seu compatriota Aníbal López.

## Reconeixement
Galindo va rebre el premi Lleó d'Or en la Biennal de Venècia en 2005, en la categoria de "artistes menors de 30 anys", pel seu video Himenoplastia. Aquest treball, no obstant això, va tenir una recepció particularment hostil durant la seva primera actuació a Guatemala, en 2004. La polèmica obra representa la reconstrucció quirúrgica de l'himen de l'artista. A l'octubre de 2009, "Exit Art" va mostrar una exposició individual de l'obra de Galindo, com a part de la seva sèrie SOLO. D'altra banda, ha estat publicat a Itàlia (Vanilla Edizioni, 2006) un llibre sobre el treball de Galindo. Galindo és també una escriptora de poesia i narrativa.En 1998 va rebre a Guatemala el "Premio Unico de Poesía" de la Fundació Myrna Mack, per l'obra "Personal e intransmisible (Scripta Coloquia, 2000).
En 2011, el jurat de la 29a Biennal d'Arts Gràfiques de Ljubljana (Dave Haya, Christian Höller, Uršca Jurman i Ulay / Frank Uwe Laysiepen /) li va atorgar el Gran Premi per l'obres: Confessió (2007), que va ser produïda a Espanya.

## Principals obres

### Poesia
- Personal e Intransmisibles (2000)

Aparicions en antologies: Mujer, Cuerpo y Palabra (2004), Voces de post-guerra (2001), Mujeres que cuentan (2001), Tanta Imagen tras la puerta (1999), Para conjurar el sueño (1998), entre d'altres.

### Performances
- Mechanisms of Power, 2016
- Raíces, 2015
- Estoy Viva, 2015
- Tierra, 2014
- Todos los cuerpos, 2014
- Piel de gallina, 2012 y 2013
- Marabunta, 2011 y 2012
- Alarma, 2011
- Caparazón, 2010
- The body of others, 2009
- Confesión, 2007
- 150,000 voltios, 2007
- Mientras, ellos siguen libres, 2007
- Corona, 2006
- Tanatosterapia, 2006
- Perra, 2005
- "(279) Blows", 2005
- El peso de la sangre, 2004
- Himenoplastia (2004),
- ¿Quién puede borrar las huellas?, 2003
- Angelina, 2001
- Sobremesa, 200
- El cielo llora tanto que debería ser mujer, 1999